# 파티송호박
파티송호박(프랑스어: pâtisson 파티송[*])은 페포호박의 재배종이다.

## 이름
한국에서는 "피터팬 호박"으로도 알려져 있는데, 이는 "패티 팬 호박"이라는 뜻의 영어 이름 "패티팬 스쿼시(pattypan squash)"가 잘못 알려진 것이다.

## 사진 갤러리

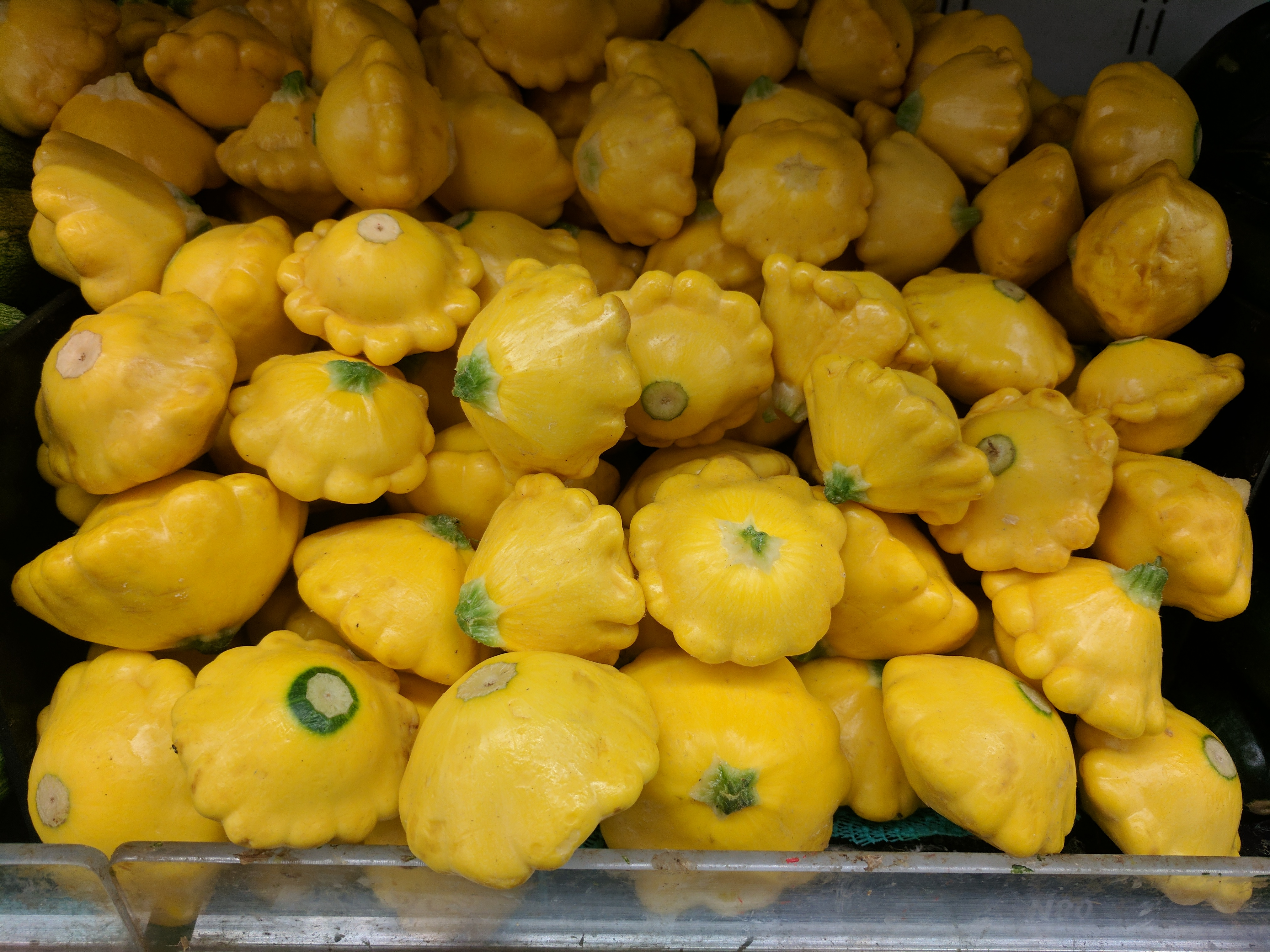
노란색 파티송호박
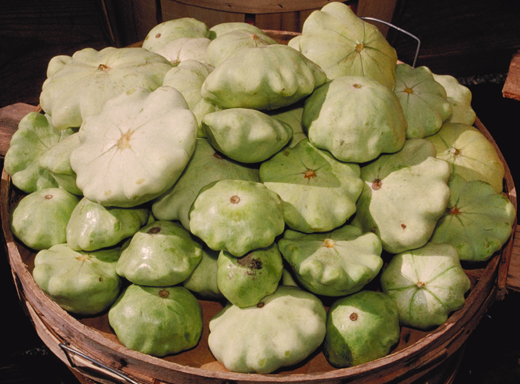
연초록색 파티송호박
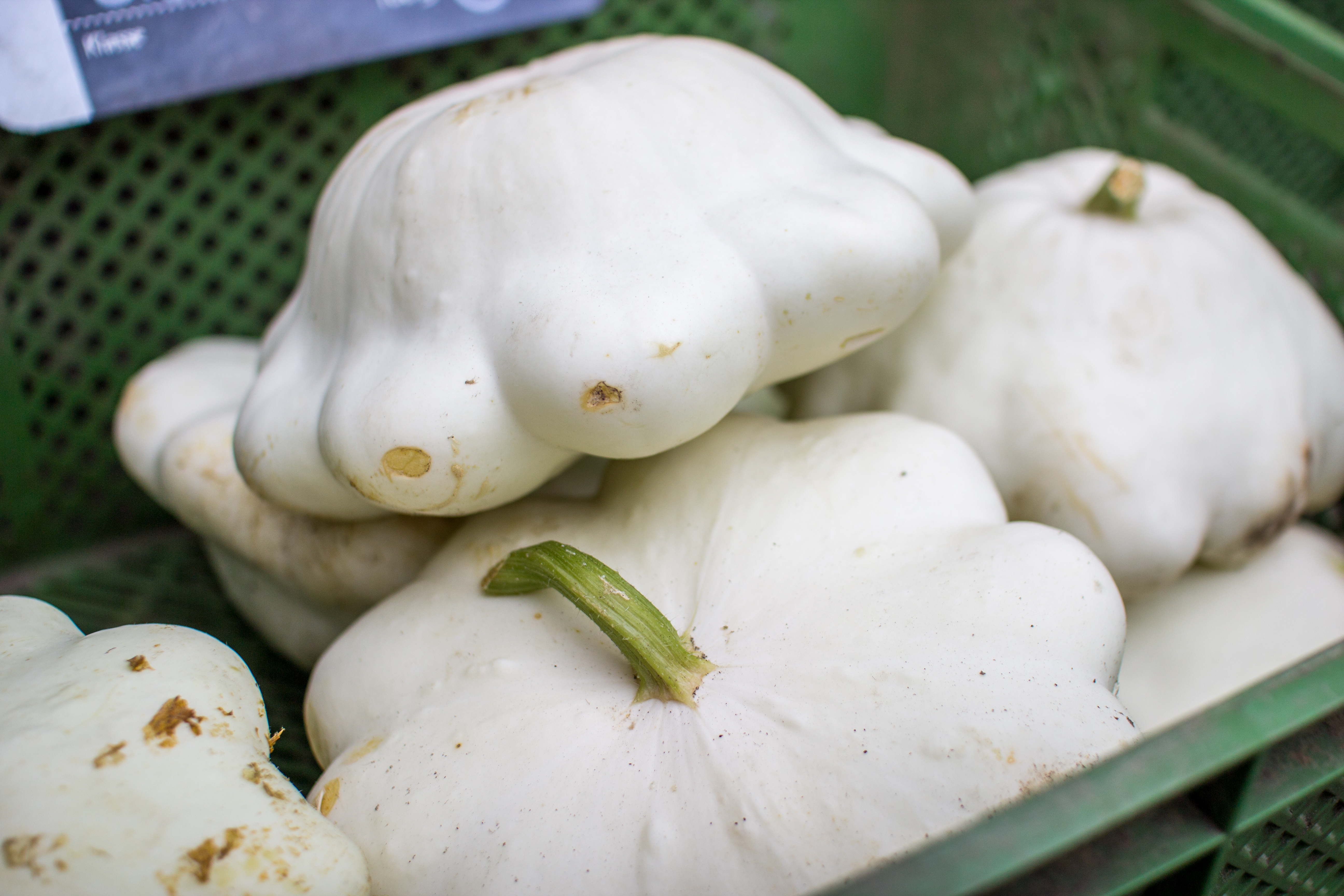
흰색 파티송호박
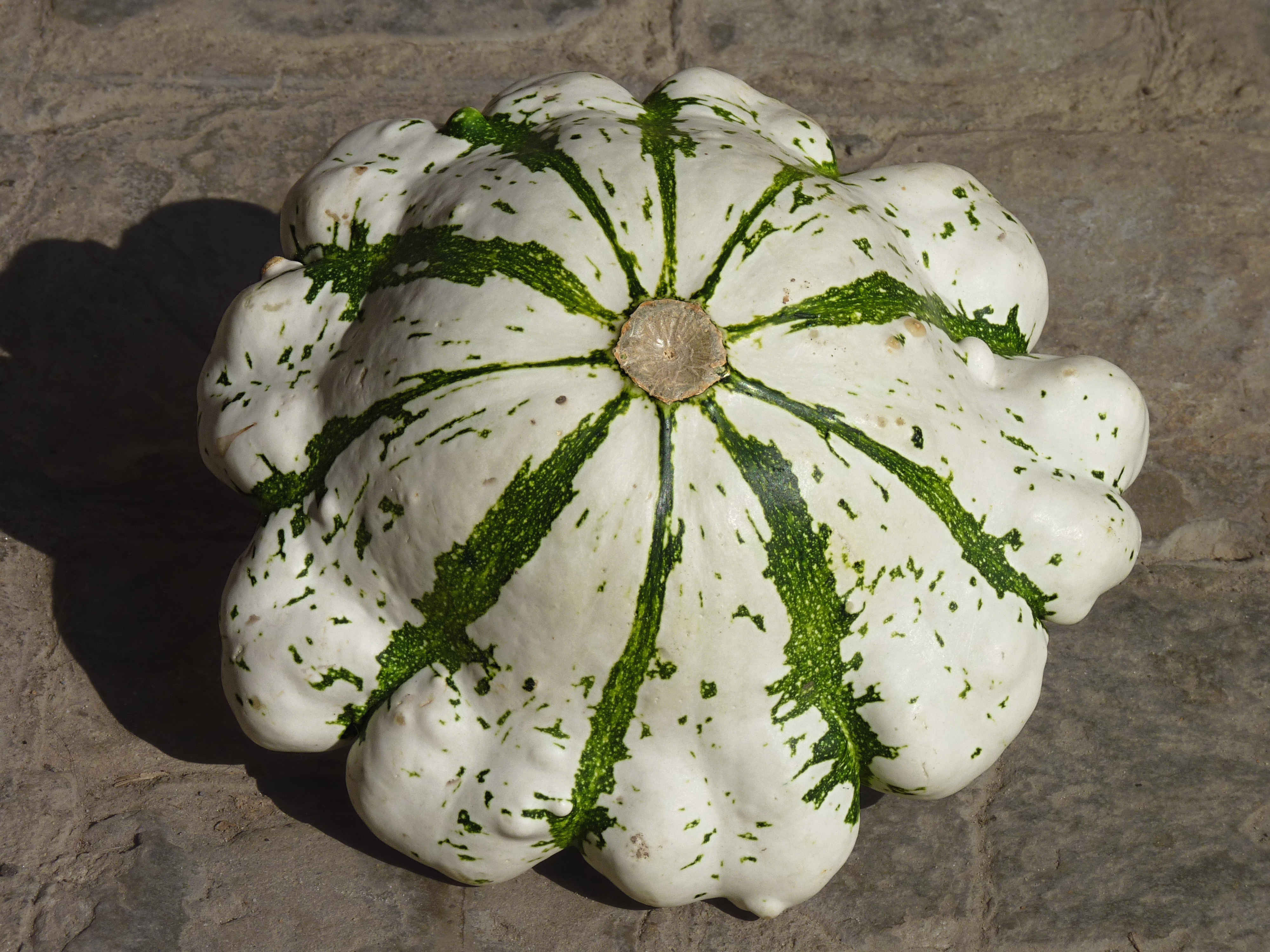
줄무늬 파티송호박